# Karl Wilhelm Böttiger
 Ikke at forveksle med Carl Wilhelm Böttiger.
Karl Wilhelm Böttiger (15. august 1790 – 26. november 1862), var en tysk historiker, søn af Karl August Böttiger.
Böttiger, som fra 1821 var professor i Erlangen, har skrevet bl.a. Geschichte des Kurstaats und Königreichs Sachsen (1836, 2. oplag ved Flathe, 1865-70, 2 bind).